# Leucophora fusca
Leucophora fusca är en tvåvingeart som beskrevs av Huckett 1940. Leucophora fusca ingår i släktet Leucophora och familjen blomsterflugor. Inga underarter finns listade i Catalogue of Life.